# AAA-Saison 1933
Die AAA-Saison 1933 war die 16. Meisterschaftssaison im US-amerikanischen Formelsport. Sie begann am 30. Mai mit dem Indianapolis 500 und endete am 9. September in Syracuse. Louis Meyer sicherte sich zum dritten Mal den Titel.

## Rennergebnisse
| Nr. | Datum         | Veranstaltung (Rennstrecke)                                           | Meilen | Sieger        | Siegerteam |
| --- | ------------- | --------------------------------------------------------------------- | ------ | ------------- | ---------- |
| 1   | 30. Mai       | International 500 Mile Sweepstakes (Indianapolis Motor Speedway) (ZO) | 500    | Louis Meyer   | Miller     |
| 2   | 01. Juni      | Detroit 100 (Michigan State Fairgrounds) (UO)                         | 100    | Bill Cummings | Miller     |
| 3   | 09. September | Syracuse 100 (New York State Fairgrounds) (UO)                        | 100    | Bill Cummings | Miller     |

- Erklärung: ZO: Ziegelsteinoval, UO: Unbefestigtes Oval

## Fahrer-Meisterschaft (Top 10)
| 1. | Louis Meyer         | 610   |
| 2. | Lou Moore           | 530   |
| 3. | Wilbur Shaw         | 450   |
| 4. | Chet Gardner        | 430   |
| 5. | Stubby Stubblefield | 325,2 |

| 6.  | Dave Evans      | 250   |
| 7.  | Bill Cummings   | 240   |
| 8.  | Tony Gulotta    | 200   |
| 9.  | Mauri Rose      | 180   |
| 10. | Russ Snowberger | 122,5 |